# 硒化銣
硒化銣是一種無機化合物，由硒和銣，為一種氫硒酸鹽，其化學式為Rb2Se。

## 制備
硒化銣可以用汞硒化物和銣單質反應而制得。
可將硒化氫（氫硒酸）溶解在氫氧化銣水溶液，最終會形成硒化銣。此法與制備硫化銣的方法類似，因為它們都是氧族化物。
RbOH + H2Se → RbHSe + H2O
RbHSe + RbOH → Rb2Se + H2O

## 晶體結構
硒化銣晶體結構為立方晶系，屬於反螢石型結構，空間群為{\displaystyle Fm{\bar {3}}m}與晶格參數為 a =801.0 pm ，每單位晶胞有4個單位。